# Stazione di Valenza
Stazione di Valenza vasútállomás Olaszországban, Valenza településen.

## Vasútvonalak
Az állomást az alábbi vasútvonalak érintik:
- Chivasso–Alessandria-vasútvonal
- Novara–Alessandria-vasútvonal
- Pavia–Alessandria-vasútvonal

## Kapcsolódó állomások
A vasútállomáshoz az alábbi állomások vannak a legközelebb:
- Stazione di Giarole
- Bozzole-Monte railway halt
- Stazione di Valmadonna